# Carolyna
Carolyna – piosenka pop-rockowa stworzona przez Paula Gendlera, Steve’a Maca i Melanie Chisholm na czwarty album studyjny Melanie C, This Time (2007). Wyprodukowany przez Maca oraz Richarda Flacka, utwór wydany został jako trzeci międzynarodowy singel promujący krążek dnia 8 czerwca 2007.

## Informacje o singlu
Piosenka opowiada o dziewczynie, która pragnie rozpocząć nowe życie stając się wolną i szczęśliwą. W jednym z wywiadów Melanie C wyznała, iż pomysł na utwór zrodził się w jej głowie po obejrzeniu przez nią amerykańskiego filmu dokumentalnego o dzieciach żyjących na ulicy, „zagrożenie wiążące się z byciem bezdomnym to coś co zawsze przerażało mnie w dzieciństwie”.
„Carolyna” wydany został jako drugi singel promujący wydawnictwo This Time w Wielkiej Brytanii dnia 18 czerwca 2007 w formatach CD singel oraz digital download, natomiast w pozostałych krajach Europy jako trzeci utwór prezentujący krążek dziesięć dni wcześniej, dnia 8 czerwca 2007. Kompozycja z powodu braku promocji, nie zyskała na sukcesie w rodzimym kraju wokalistki. Na oficjalnych notowaniach w pozostałych krajach europejskich singel zajął pozycje w Top 40. Rok po wydaniu „Carolyna” w Europie, wytwórnia płytowa artystki zdecydowała się na wydanie piosenki jako pierwszego singla promującego album w Kanadzie. Teledysk promowany był na tamtejszych kanałach muzycznych oraz dodany został na oficjalną stronę internetową kanadyjskiego oddziału kanału MTV.

## Wydanie singla
Singel zadebiutował na oficjalnym brytyjskim notowaniu najpopularniejszych singli dnia 24 czerwca 2007 na pozycji #49. Następnego tygodnia utwór opuścił listę stając się pierwszym singlem wokalistki, który nie zajął miejsca w Top 40 zestawienia. 22 czerwca 2007 „Carolyna” zadebiutował na pozycji #37 w Niemczech szczytowe miejsce osiągając w czwartym tygodniu od debiutu. Na liście piosenka spędziła w sumie dziesięć tygodni. W Austrii singel debiutował na pozycji #74, dziewięć tygodni później osiągając, jako najwyższe miejsce #42 spędzając w zestawieniu dziesięć tygodni. Dnia 15 lipca 2007 kompozycja zadebiutowała w Szwajcarii na pozycji #66, trzy tygodnie później osiągając szczytowe miejsce #31 na notowaniu spędzając w sumie jedenaście tygodni.

## Teledysk
Teledysk do singla reżyserowany był przez Tima Roysa i premierę miał dnia 16 maja 2007 za pośrednictwem oficjalnej strony internetowej artystki.
Klip ukazuje tytułową dziewczynę, która zmaga się z samotnością i jako jedyna uwięziona jest w swoim własnym domu. Pomieszczenia, w których przebywa są zdewastowane i wymagają oczyszczenia. Podczas trwania videoclipu ukazana jest wokalistka, która tańczy i śpiewa w pokoju pełnym ludzi oraz jako odbicie w lustrze, w którym przegląda się bohaterka. W finalnym ujęciu teledysku Melanie ukazuje się przed dziewczyną, z którą powiązana jest fabuła teledysku wyciągając do niej dłonie w geście pomocy i zrozumienia.

## Listy utworów i formaty singla
Europejski CD singel
1. „Carolyna” (Wersja albumowa) 3:21
2. „Carolyna” (Boogieman Club Mix – Wersja radiowa) 3:17
3. „I Want Candy” (Wersja singlowa) 3:22
4. „Carolyna” (Boogieman RMX – Edycja radiowa) 3:17
5. „Carolyna” (Boogieman Club Mix – Wersja przedłużona) 5:20

Brytyjski CD singel
1. „Carolyna” (Wersja radiowa)
2. „Carolyna” (Boogieman Wersja radiowa)
3. „Carolyna” (The Lawsy remix)
4. „First Day of My Life”

Brytyjski 7” vinyl singel
1. „Carolyna” (Wersja radiowa)
2. „Fragile” (Brytyjska strona B)

Brytyjski DVD singel
1. „Carolyna” (Videoclip)
2. „First Day of My Life” (Videoclip)
3. „Fragile” (wraz z galerią z planu zdjęciowego do klipu „Carolyna”)

## Pozycje na listach
| Lista przebojów (2007)   | Najwyższa pozycja |
| ------------------------ | ----------------- |
| Austria Singles Chart    | 42                |
| Niemcy Singles Chart     | 28                |
| UK Singles Chart         | 49                |
| Szwajcaria Singles Chart | 31                |

## Daty wydania
| Region          | Data            |
| --------------- | --------------- |
| Europa          | 8 czerwca 2007  |
| Wielka Brytania | 18 czerwca 2007 |
| Kanada          | 8 kwietnia 2008 |